# Cattleya forbesii
Cattleya forbesii là một loài phong lan. Số nhiễm sắc thể lưỡng bội của C. forbesii đã được xác định là 2n = 54—60.